# Масан Юрій Юрійович
Ю́рій Ю́рійович Маса́н — сержант Збройних сил України, 30-а окрема механізована бригада, Новоград-Волинський.

## Нагороди
8 вересня 2014 року — за особисту мужність і героїзм, виявлені у захисті державного суверенітету та територіальної цілісності України, вірність військовій присязі під час російсько-української війни, відзначений — нагороджений орденом «За мужність» III ступеня.